# Reginald Innes Pocock
Reginald Innes Pocock est un zoologiste britannique, né le 4 mars 1863 à Clifton (près de Bristol) et mort le 9 août 1947 à Londres.

## Biographie
Il fait ses études à Clifton puis à l'école Saint Edward d'Oxford et à l'University College. Il suit les enseignements de Edward Bagnall Poulton (1856-1943), de Conwy Lloyd Morgan (1852-1936) et de William Johnson Sollas (1849-1936). En 1885, il devient assistant au Musée d'histoire naturelle de Londres et est chargé des collections des arachnides et des myriapodes.
En 1904, il devient directeur du jardin zoologique de Regent's Park de Londres, fonction qu'il occupe jusqu'à sa retraite en 1923. Il travaille alors à nouveau, comme chercheur bénévole, au British Muséum, dans le département des mammifères.

## Liste partielle des publications
- Catalogue of the genus Felis. Londres 1951 p. m.
- Mammalia. Taylor & Francis, Londres 1939–41.
- Arachnida. Taylor & Francis, Londres 1900.
- The highest Andes. Methuen, Londres 1899.
- Natural history. Appleton, New York 1897.
- Through unknown African countries. Arnold, Londres 1897.
- Chilopoda, Symphala and Diplopoda from the Malay Archipelago. 1894.
- Report upon the julidae, chordeumidae and polyzonidae. Gênes 1893.
- Description of a New Species of polydesmus from Liguria. Gênes 1891.
- Report on the oniscomorpha. Gênes 1891.
- Report upon the chilopoda. Gênes 1891.
- Contributions to our knowledge of the chilopoda of Liguria. Gênes 1890.
- Three New Species of zephronia from the oriental region. Gênes 1890.

## Quelques espèces décrites
- Carcinoscorpius Pocock, 1902 - Limule

- Civettictis Pocock, 1915
- Naemorhedus baileyi Pocock, 1914
- Panthera tigris sumatrae Pocock, 1929 -- Tigre de Sumatra